# Harrington (Australia)
Harrington – miasto w Australii, w stanie Nowa Południowa Walia, nad Oceanem Spokojnym.